# Presa San Gabriel
La presa Federalismo Mexicano, también conocida como presa San Gabriel  es una presa ubicada en el municipio Ocampo en el norte del estado de Durango al noroeste de México sobre el Río Florido.